# 킵차크어파

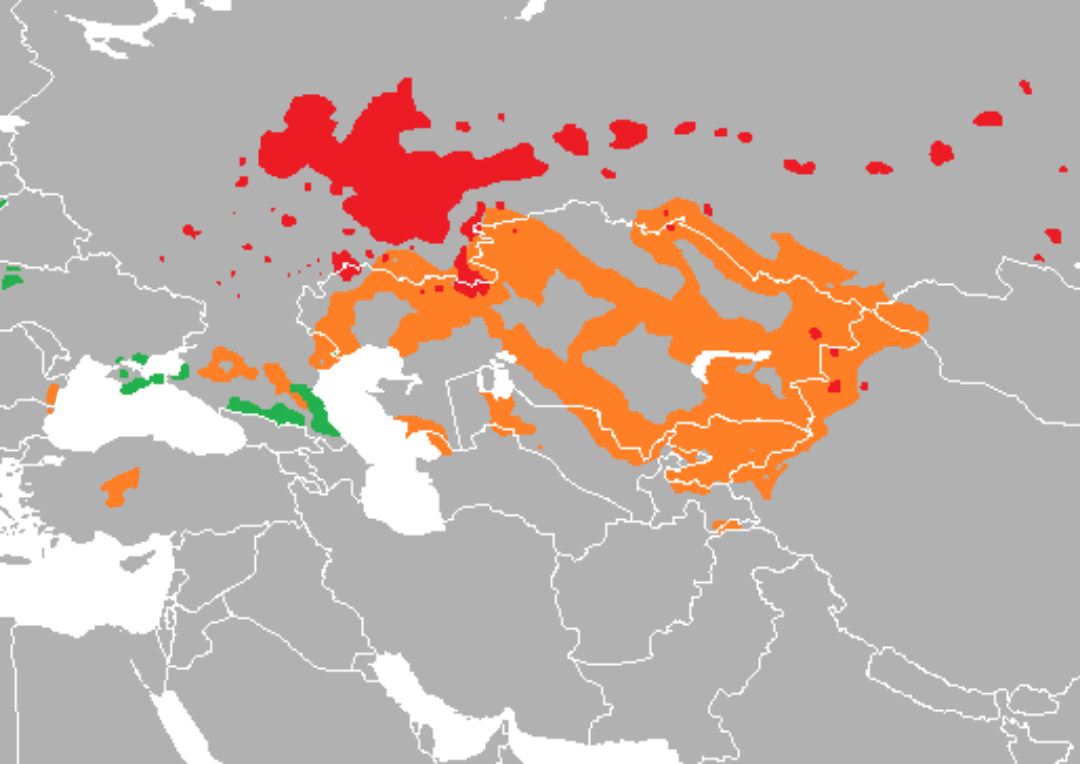
킵차크 언어의 분포

킵차크어파(영어: Kipchak, 튀르키예어: Kıpçak 큽차크[*])는 튀르크어족의 한 분파로, 중앙아시아에서 동유럽 일부까지에 걸친 지역에서 약 2,800만 명에 달하는 튀르크계 민족이 사용한다. 화자 수가 많은 언어로는 카자흐어, 키르기스어, 타타르어 등이 있다.

## 하위 분류
- 킵차크어파
  - 킵차크-불가르 (우랄-카스피)
    - 바슈키르어
    - 타타르어

  - 킵차크-쿠만 (폰토스-카스피)
    - 카라차이-발카르어
    - 쿠미크어
    - 카라임어
    - 크림차크어
    - 우룸어
    - 크림 타타르어
    - 쿠만어†

  - 킵차크-노가이 (아랄-카스피)
    - 카자흐어
    - 카라칼파크어
    - 시베리아 타타르어
    - 노가이어

  - 키르기스-킵차크 (키르기스)
    - 키르기스어
    - 남부 알타이어

  - 남부 킵차크
    - 페르가나 킵차크어†

## 같이 보기
- 킵차크어
- 킵차크인